# Zanskar (Fluss)
Der Zanskar (auch Tsarap) ist ein 134 km langer linker Nebenfluss des Indus in indischen Kaschmir. 

## Verlauf
Der Zanskar entsteht am Zusammenfluss der Flüsse Stod (oder Doda) und Lungnak. Der Quellfluss Stod hat seinen Ursprung am Pensi La, während der Lungnak durch die Vereinigung der Flüsse Kargiak und Tsarap im Padum-Tal entsteht. Der Zanskar legt ungefähr 150 km zurück, bevor er durch den eindrucksvollen Zanskar-Engpass Richtung Norden fließt, um sich anschließend in den Indus zu ergießen. Ein weiterer Zufluss im Unterlauf des Zanskar ist der Markha von rechts.

## Rafting
Der Zanskar ist hauptsächlich wegen seiner guten Eignung für das Rafting während der Sommermonate bekannt. Mehrere kommerzielle Anbieter organisieren Touren. Da seine Stromschnellen einen höheren Schwierigkeitsgrad erreichen, wird er nur Fortgeschrittenen empfohlen.

## Winter-Trekking
Im Winter wird der Zanskar für Winter-Trekking genutzt. Die Tour wird Frozen River Trek genannt.